# Bulleringa-Nationalpark
Der Bulleringa-Nationalpark (engl.: Bulleringa National Park) ist ein Nationalpark im Nordosten des australischen Bundesstaates Queensland.

## Lage
Er liegt 1.448 Kilometer nordwestlich von Brisbane und 100 Kilometer nordwestlich von Mount Surprise an der Gulf Developmental Road.

## Flora
Der Park am Oberlauf des Red River schützt unberührten Primär-Regenwald.

## Einrichtungen
Er ist nicht öffentlich zugänglich und gänzlich von Privatgrundstücken umgeben. Straßen oder sonstige Einrichtungen gibt es nicht.